# Микель, Пьер Андре
Пьер Андре Микель (фр. Pierre André Miquel; 1762—1819) — французский военный деятель, бригадный генерал (1803 год), барон (1811 год), участник революционных и наполеоновских войн. Имя генерала выбито на Триумфальной арке в Париже.

## Биография
Родился в семье трактирщика Пьера Микеля (фр. Pierre Miquel) и его супруги Мари Левассёр (фр. Marie Levasseur). Поступил на службу 4 февраля 1778 года в Бурбонский пехотный полк (с 1 января 1791 года - 56-й полк). Назначенный сержантом 9 сентября 1781 года, он оставался в гарнизоне на острове Бель-Иль в период американской войны за независимость. К 30 апреля 1792 года дослужился до звания капитан. В 1792 году Микель служил в Северной армии под началом генерала Дюмурье в Шампани. В 1793 году 2-й батальон 56-го полка влился в состав 112-й полубригады линейной пехоты. 2 марта 1793 года находясь во главе отряда в 50 человек, он отвечал за защиту ворот Маастрихта в Ахене. Окружённый со всех сторон, он прорвался сквозь 3000 австрийцев и через три часа жесточайших боёв сумел соединиться с французским арьергардом, потеряв всего шесть своих солдат. 16 марта 1793 года французская армия была размещена между Синт-Трёйденом и Тиненом. Увидев, что батальон из 600 человек не решается перейти через мост, который нужно было захватить, он взял 50 человек, прошёл по этому мосту со своей горсткой храбрецов, отбил и удержал его средь бела дня на глазах у австрийской армии. Грамотное поведение этого офицера побудило его товарищей отказаться в его пользу от своих прав на звание командира батальона, которое было присвоено по их прямому требованию 23 апреля 1794 года. 29 декабря 1794 года стал полковником и возглавил 112-ю полубригаду, которая 20 февраля 1796 года стала 88-й. 2 декабря 1795 года он привлёк внимание генерала Бернадота, под чьим командованием он находился, выдающимся боевым подвигом. Посланный на город Кройцнах с батальоном и тремя ротами гренадеров, он бросился к воротам, сломал их и вышел на площадь первым. Осаждённые, получив значительное подкрепление войск, растянувшихся по правому берегу Наэ, отбросили его за ворота; но он не потерял мужества, собрал своих гренадеров, бросился на австрийцев, сбил их с позиций, во второй раз вошёл в город, отбил его и взял 700 пленных.
11 октября 1796 года он получил приказ присоединиться с батальоном к дивизии Бернадота. Преодолев тридцать лиг, пришёл на помощь некоторым ротам дивизии Гренье, атакованным врагом. 21-го он был в Андернахе со своим батальоном и несколькими ротами 3-й полубригады. В одиннадцать часов вечера его будят два пушечных выстрела с правого берега Рейна: он бежит к главкому и узнаёт, что неприятель перешёл Рейн, он срочно требует указаний. Не получив ни одного, он собирает своих солдат, идёт в точку атаки, оттесняет австрийцев, перешедших Рейн между Андернахом и Вейсентурном, захватывает 200 человек, при чём двоих собственноручно. Генералы Бернадот и Клебер осыпали его похвалами.
7 января 1797 года он присоединился к Итальянской армии. 19 марта Бернадот приказал 88-й полубригаде атаковать Градиско. Он идёт со своим отрядом под градом пуль и картечи к городским воротам и пытается сломать их топором, но они внутри выложены толстым слоем земли и навоза, что препятствует его усилиям. Он хочет поторопить сапёров, но падает тяжело раненный пулей, которая попала ему в правое бедро чуть выше колена. Его батальон потерял в этой атаке 15 офицеров и 75 унтер-офицеров и солдат. 4000 человек, оборонявших город, тем не менее были вынуждены сдаться. 21 марта 1797 года он находился при прохождении Тальяменто и Изонцо. Его поведение настолько прекрасно в этих обстоятельствах, что Директория посылает ему чрезвычайно лестное письмо, в котором восхваляет его храбрость и людей, которыми он командовал. 23 марта 1797 года был заменён на посту командира 88-й полубригады полковником Силли.
В феврале 1798 года зачислен в Римскую армию. 5 апреля 1798 года получил разрешение вернуться во Францию из-за ранения. В 1799 году вновь зачислен в Итальянскую армию. 28 марта 1799 года особенно отличился при переправе через Адидже. 20 апреля 1800 года возглавил 3-й дополнительный батальон 2-й временной пехотной полубригады, готовой к отправке в Египет. Затем с этим батальоном присоединился к дивизии Шабрана в Резервной армии. 9 июня 1800 года назначен комендантом Ивреи, а затем в 1801 году служил в Южной армии под командованием генерала Мюрата. 18 июля 1802 года возглавил 82-ю полубригаду линейной пехоты. 30 мая 1803 года - 27-ю полубригаду линейной пехоты.
29 августа 1803 года был произведён в бригадные генералы и возглавил 1-ю бригаду 3-й пехотной дивизии Леграна в лагере Сент-Омер. 15 марта 1805 года оставил активную службу и был направлен в 20-й военный округ. С 14 июня 1808 года выполнял функции командующего департамента Арьеж. 30 ноября 1811 года попросил разрешение выйти на пенсию. 15 декабря 1811 года оставил свой пост в Арьеже. 8 марта 1812 года вышел в отставку.
Был женат на Катрине Март (фр. Catherine Marthe; 1776–1805), от которой у него было 5 детей. Генерал умер 5 марта 1819 года в возрасте 57 лет в Безье. Именем генерала названа улица в его родном городе.

## Воинские звания
- Солдат (4 февраля 1778 года);
- Сержант (9 сентября 1781 года);
- Старший сержант (23 июня 1790 года);
- Младший лейтенант (14 марта 1791 года);
- Лейтенант (20 апреля 1792 года);
- Капитан (30 апреля 1792 года);
- Командир батальона (23 апреля 1794 года);
- Полковник (29 декабря 1794 года);
- Бригадный генерал (29 августа 1803 года).

## Титулы

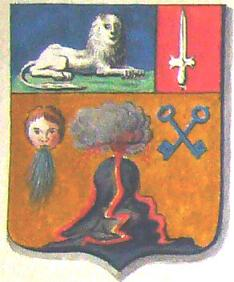
Герб барона

- Барон Микель и Империи (фр. baron Miquel et de l'Empire; декрет от 30 июня 1811 года, патент подтверждён 6 сентября 1811 года в Компьене)[1][2].

## Награды
Легионер ордена Почётного легиона (11 декабря 1803 года)
 Коммандан ордена Почётного легиона (14 июня 1804 года)